# 残酷な天使のテーゼ
「残酷な天使のテーゼ」（ざんこくなてんしのテーゼ、英: A Cruel Angel's Thesis）は、高橋洋子の11枚目のシングル。1995年10月25日にスターチャイルドから発売された。

## 概要
テレビアニメ『新世紀エヴァンゲリオン』のオープニング曲。「テーゼ」とはドイツ語で命題・定立を意味する。
作詞の依頼を受けた及川眠子は、キングレコードの大月俊倫プロデューサーから「哲学的な」「難しい歌詞にしてくれ」と注文を付けられた上で、未完成状態の第2話までのビデオと企画書を渡されたが、ビデオは早送りで視聴し、企画書も熟読することはなかったという。そこで、仕事場にあった萩尾望都の漫画『残酷な神が支配する』を見てパッと閃いて、これを使おうと思ったと語っている。作詞にあたっては、『14歳の少年少女』、『お母さん』、『年上の女』というキーワードが浮かんだが、「高橋洋子が歌うのならば、14歳の子供の立場からでは変なので、『坊や大きくならないで』と願う母親の心情を、レトリックやダブルミーニングなどを駆使して書いた」と述べている。高橋がメロディを吹き込んだデモテープを聞いた及川は2時間で詞を書き上げた。
なお、出だしと1番の歌詞の「神話になれ」は、当初「凶器になれ」と書いたが、制作サイドより「『狂気』に聞こえるし、テレビ局としてもその表現はNGなので、2番の『神話になれ』を使って欲しい」と言われ、書き直した。また、命令形で終わると歌った時に気持ちよく歌えるし、年上からの視点を表現できるということも考えたという。
間奏の『ファリヤー セタメソー ファリヤー トゥセー』というコーラスは及川が考えたものではなく、編曲者の大森俊之により作成された。内容には特に意味はなく、大森は「突然に宇宙から下りてきた言葉」としている。コーラスは高橋、大森のほか、高橋の弟であるたかはしごうなどが参加している。

## 受容と評価
アニメと共に本曲もヒットし、シングル発売・放映終了から25年経過しても、エヴァンゲリオンシリーズを象徴する楽曲としてのみならず、アニメソングの枠を超えた高い人気と知名度を保っている。
パチンコ機「CR新世紀エヴァンゲリオン」シリーズ（ビスティ）、10年ぶりの新作『ヱヴァンゲリヲン新劇場版』などで再び注目を集め、JASRACにおける著作権使用料分配額（国内作品分配額ベスト10）では2007年度に総合7位、2008年度に総合8位、2009年度は総合3位に入りJASRAC賞銅賞を受賞し、2010年度はついに総合1位でJASRAC賞金賞に輝いた。その後も2013年度の総合5位、2018年度の総合9位、2019年度の総合4位にランクインしている。カラオケでも常にトップ5（2012年時点）に入り、平成の間に歌われた楽曲ランキングではJOYSOUNDで総合1位、DAMで3位を記録するなど、高い人気を誇る。
また、2012年5月には日本レコード協会より着うたフルで75万DL達成が認定され、先に達成していたインターネット配信プラチナ（25万DL）と合わせると、フル配信での100万DLを達成している。その後、2014年1月に着うたフルとインターネット配信を統合して「シングルトラック」として認定するよう変更されたため、正式にミリオン（100万DL）認定された。
フェイス・ワンダワークスが2015年に発表したGIGAエンタメロディで15年間で最も多くダウンロードされた着信メロディを集計した「着信メロディ15年間ランキング」において6位にランクインされた。
2017年2月18日にNHK BSプレミアムにて放送された生放送番組『カウントダウンLIVE アニソン ベスト100!』では、第8位にランクインした。
2017年9月18日にテレビ朝日系列にて放送された『ミュージックステーションウルトラFES』内にて発表された「元気が出るウルトラソング100」では、第87位にランクインした。
2019年3月1日にはソニー・ミュージックエンタテインメントのアニメソング人気投票キャンペーン「平成アニソン大賞」において、最優秀賞となる平成アニソン大賞および作品賞（1989年 - 1999年）に選出された。
2020年9月6日にテレビ朝日系列にて放送された『国民13万人がガチ投票! アニメソング総選挙』では、第1位にランクインした。
2021年12月31日放送の『第72回NHK紅白歌合戦』において、「カラフル特別企画 〜明日への勇気をくれる歌〜」でエヴァンゲリオン関連コーナーより本曲を歌唱した。
| 調査 | JOYSOUND（エクシング） | JOYSOUND（エクシング） | DAM（第一興商） | DAM（第一興商）      | ORICON |
| 年度 | 総合                   | アニメ／特撮／ゲーム   | 総合            | アニメ／特撮／ゲーム | 総合   |
| ---- | ---------------------- | ---------------------- | --------------- | -------------------- | ------ |
| 2007 | 20                     | 1                      | -               | -                    | -      |
| 2008 | 2                      | 1                      | -               | -                    | -      |
| 2009 | 2                      | 1                      | 6               | 1                    | 4      |
| 2010 | 1                      | 1                      | 3               | 1                    | 4      |
| 2011 | 2                      | 1                      | 8               | 1                    | 9      |
| 2012 | 4                      | 1                      | 4               | 1                    | 3      |
| 2013 | 2                      | 1                      | 3               | 1                    | 2      |
| 2014 | 4                      | 2                      | 5               | 2                    | 4      |
| 2015 | 8                      | 3                      | 10              | 3                    | 8      |
| 2016 | 6                      | 2                      | 10              | 2                    | 6      |
| 2017 | 9                      | 3                      | 8               | 3                    | 7      |
| 2018 | 4                      | 1                      | 5               | 1                    | 3      |
| 2019 | 7                      | 1                      | 8               | 1                    | 8      |
| 2020 | 13                     | 2                      | 12              | 2                    | 11     |
| 2021 | 6                      | 2                      | 10              | 3                    | 9      |

## 収録曲
（全作詞：及川眠子、編曲：大森俊之）
1. 残酷な天使のテーゼ [4:05]
作曲：佐藤英敏
  - テレビアニメ『新世紀エヴァンゲリオン』オープニングテーマ
2. 月の迷宮 [5:45]
作曲：大森俊之
  - テレビアニメ『新世紀エヴァンゲリオン』イメージソング
3. 残酷な天使のテーゼ（オリジナルカラオケ） [4:05]
4. 月の迷宮（オリジナルカラオケ） [5:43]

## CD展開
- 1995年10月25日に、オリジナルシングルおよび「FLY ME TO THE MOON」との両A面シングルが発売された。
- 1997年11月7日に、「月の迷宮」の英語アレンジ版“LOVE ANTIQUE”を収録した『〜refrain〜 The songs were inspired by "EVANGELION"』が発売された。
- 2003年3月26日に、『新世紀エヴァンゲリオン』のリニューアルプロジェクトの一環として「リニューアル盤」が発売された。
- 2009年5月13日に、『CR新世紀エヴァンゲリオン 〜最後のシ者〜』のイメージソングとして「2009VERSION」が発売された。
- 2018年6月20日に、ダブルA面マキシシングル「残酷な天使のテーゼ/魂のルフラン」が発売された。
- 2019年7月24日に、日本の祭りをイメージした和太鼓アレンジバージョン「残酷な天使のテーゼ MATSURI SPIRIT」が発売された。

## その他
- プロデューサーの大月俊倫は、作詞の及川と作曲の佐藤をあえて一度も会わせずに制作させている。歌の高橋洋子も、レコーディング時点では作品を視聴したことがなく、内容もほとんど知らされていなかった[67]。
- 庵野秀明監督の構想では、オープニング曲は歌劇『イーゴリ公』の「韃靼人の踊り」を使用する予定だったが、TV局側から「クラシック曲ではTVアニメが始まったということが分かり難い」とNGが出てしまったため、その代わりとして、本曲が制作されることになった[68]。
- オリジナルシングルカップリング曲の「月の迷宮」は、2005年10月26日発売の『NEON GENESIS EVANGELION DECADE』でアルバム初収録された。
- これまで多数のアーティストにカバーされているが、アニメに出演した緒方恵美、林原めぐみ、宮村優子、三石琴乃、岩男潤子などの女性声優陣によるカバーも、サウンドトラックや自身のアルバムなどに収録されている。
- エヴァンゲリオンの放送中における本楽曲のCMでは、ナレーションを登場人物である葛城ミサト役の三石が担当した。CM中には歌詞の一部を引用したセリフも存在した。

## タイアップ
- （エヴァンゲリオンの舞台である）箱根町の有料道路「芦ノ湖スカイライン」の一部区間で、低速走行するとこの曲が流れる区間（メロディーロード）がある。
- 2015年11月7日より2018年5月13日まで、JR西日本の山陽新幹線で営業運転されていた「500 TYPE EVA」では、通常の「いい日旅立ち・西へ」に代わって車内放送開始のチャイムに使用されていた。
- 作曲の佐藤英敏の出身地である宮城県南三陸町では東日本大震災後に整備された防災行政無線の時報メロディーとして使われている[69]。佐藤の従姉妹の夫が南三陸町の危機管理課長補佐で、2010年に防災無線で使うことを依頼し、2011年4月から流すため準備をしていた。だが、その前月に発生した東日本大震災の際に、補佐は南三陸町役場で避難を呼びかける放送をした後、行方不明になっている[70]。
- 「紀の国わかやま国体」では、作詞の及川眠子が和歌山県出身ということにちなんで、各県選手団の入場時の行進曲として使用された。
- 2015年に放送されたテレビアニメ「それが声優!」EDテーマ「あなたのお耳にプラグイン!」（第1話・CD収録版）において、楽曲内のラジオ番組に寄せられたリクエスト曲という設定で使用された。
- テレビアニメ『新幹線変形ロボ シンカリオン』シリーズでは、第1期『新幹線変形ロボ シンカリオン』第17・31話（TBS系列で放送、地上波放送版・Blu-ray版のみ）[71]、および第2期『新幹線変形ロボ シンカリオンZ』第21話（テレビ東京系列で放送）[72]において、挿入歌として使用された。
- 2021年1月22日、『金曜ロードSHOW!』において放映された『ヱヴァンゲリヲン新劇場版:破 TV版』（2.02'''）内のCMにおいて、「エヴァンゲリオン」と「にゃんこ大戦争」とのコラボを記念したCM「『新世紀エヴァンゲリオン』OP映像 にゃんこ大戦争ver.」が放送された[73]。高橋洋子による「残酷な天使のテーゼ」を「にゃ」という歌詞のみで歌った「にゃん酷なにゃんこのテーゼ」が流れ、トレンド入りするなど話題を呼んだ[74]。また、音源は1月23日に配信開始された。
- 2025年2月20日、ゲーム『勝利の女神：NIKKE』×『エヴァンゲリオン』コラボ第2弾限定PV｜グローバルキャンペーンソング　として「残酷な天使のテーゼ」が（サビ部分だけではあるが）本家のエヴァTV版さながらにキャラクターたちを高速フラッシュカットしたオープニング映像として提供された。[75]

## 関連CDシングル一覧

### 残酷な天使のテーゼ/FLY ME TO THE MOON
1995年10月25日発売（KIDA-116）
収録曲
1. 残酷な天使のテーゼ [4:05]
歌：高橋洋子
2. FLY ME TO THE MOON [4:31]
歌：CLAIRE
作詞・作曲：Bart Howard、編曲：Toshiyuki Ohmori
  - テレビアニメ『新世紀エヴァンゲリオン』エンディングテーマ

### 残酷な天使のテーゼ/FLY ME TO THE MOON（リニューアル盤）
2003年3月26日発売（KICM-3041）
収録曲
1. 残酷な天使のテーゼ [4:05]
歌：高橋洋子
作詞：及川眠子、作曲：佐藤英敏、編曲：大森俊之
2. FLY ME TO THE MOON [4:33]
歌：CLAIRE
作詞・作曲：Bart Howard、編曲：Toshiyuki Ohmori
3. 残酷な天使のテーゼ （OFF VOCAL Version） [4:05]
4. FLY ME TO THE MOON （OFF VOCAL Version） [4:33]
5. 残酷な天使のテーゼ （Director's Edit Version） [4:04]
歌：高橋洋子
作詞：及川眠子、作曲：佐藤英敏、編曲：大森俊之

### 残酷な天使のテーゼ 2009VERSION
2009年5月13日発売（KICM-1272）
収録曲
1. 残酷な天使のテーゼ 2009VERSION [4:27]
作詞：及川眠子、作曲：佐藤英敏、編曲：大森俊之
  - 『CR新世紀エヴァンゲリオン 〜最後のシ者〜』イメージソング
2. FLY ME TO THE MOON 2009VERSION [4:34]
作詞・作曲：Bart Howard、編曲：大森俊之
  - 『CR新世紀エヴァンゲリオン 〜最後のシ者〜』イメージソング
3. One Little Wish [5:02]
作詞：高橋洋子、作曲・編曲：森大輔
4. 残酷な天使のテーゼ 2009VERSION（off vocal） [4:27]
5. FLY ME TO THE MOON 2009VERSION（off vocal） [4:34]
6. One Little Wish（off vocal） [5:01]

### 残酷な天使のテーゼ/魂のルフラン
2018年6月20日発売（KICM-3340）
収録曲
1. 残酷な天使のテーゼ [4:07]
作詞：及川眠子、作曲：佐藤英敏、編曲：大森俊之
2. 魂のルフラン [5:14]
作詞：及川眠子、作曲・編曲：大森俊之
  - 東映配給アニメ映画『新世紀エヴァンゲリオン劇場版 シト新生』主題歌
3. 残酷な天使のテーゼ off vocal ver. [4:06]
4. 魂のルフラン off vocal ver. [5:09]

### 残酷な天使のテーゼ MATSURI SPIRIT
2019年7月24日発売（KICM-3362）
収録曲
1. 残酷な天使のテーゼ MATSURI SPIRIT [4:36]
作詞：及川眠子、作曲：佐藤英敏、作調：林英哲
2. 残酷な天使のテーゼ MATSURI SPIRIT off vocal ver. [4:33]

### にゃん酷なにゃんこのテーゼ
2021年1月23日発売（NOPA-2476）
収録曲
1. にゃん酷なにゃんこのテーゼ [4:10]
作曲：佐藤英敏、編曲：大森俊之

## 参加ミュージシャン
- キーボード&プログラミング：大森俊之
- ギター：角田順
- ギター：丹波博幸(2009 ver.)
- ベース：中村キタロー
- ドラムス：江口信夫
- シンセサイザーマニピュレーター：斎藤茂彦
- コーラス：高橋洋子、たかはしごう
- レコーディング&ミキシングエンジニア：中村充時
- レコーディング&エディティングエンジニア：岩戸崇

## 収録アルバム

### エヴァンゲリオン関連のアルバム
| 曲名               | 収録アルバム                                                | 発売日         | 規格品番          | アーティスト       | バージョン                                                 | トラック番号 |
| ------------------ | ----------------------------------------------------------- | -------------- | ----------------- | ------------------ | ---------------------------------------------------------- | ------------ |
| 残酷な天使のテーゼ | 『NEON GENESIS EVANGELION』                                 | 1995年12月16日 | KICA-286          | 高橋洋子           | Director's Edit. Version                                   | #1           |
| 残酷な天使のテーゼ | 『NEON GENESIS EVANGELION II』                              | 1996年2月16日  | KICA-290          | 高橋洋子           | TV. Size Version                                           | #2           |
| 残酷な天使のテーゼ | 『NEON GENESIS EVANGELION III』                             | 1996年5月22日  | KICA-300          | (Instrumental)     | THE HEADY FEELING OF FREEDOM (OP-1 ストリングス・テンポ遅) | #21          |
| 残酷な天使のテーゼ | 『NEON GENESIS EVANGELION III』                             | 1996年5月22日  | KICA-300          | (Instrumental)     | Good, or Don't Be. (OP-2 Dタイプ)                          | #22          |
| 残酷な天使のテーゼ | 『NEON GENESIS EVANGELION ADDITION』                        | 1996年12月21日 | KICA-333 KICA-334 | MISATO、Rei、ASUKA | Director's Edit. Version II                                | #1           |
| 残酷な天使のテーゼ | 『〜refrain〜 The songs were inspired by "EVANGELION"』     | 1997年11月6日  | KICA-378          | 高橋洋子           | Ambivalence Mix                                            | #2           |
| 残酷な天使のテーゼ | 『〜refrain〜 The songs were inspired by "EVANGELION"』     | 1997年11月6日  | KICA-378          | (Instrumental)     | Epilogue de These                                          | #13          |
| 残酷な天使のテーゼ | 『NEON GENESIS EVANGELION: S² WORKS』                       | 1998年12月4日  | KICA-425          | (Instrumental)     | OP-1                                                       | Disc5-#3     |
| 残酷な天使のテーゼ | 『NEON GENESIS EVANGELION: S² WORKS』                       | 1998年12月4日  | KICA-425          | (Instrumental)     | OP-1 ストリングス                                          | Disc5-#4     |
| 残酷な天使のテーゼ | 『NEON GENESIS EVANGELION: S² WORKS』                       | 1998年12月4日  | KICA-425          | (Instrumental)     | THE HEADY FEELING OF FREEDOM (OP-1 ストリングス・テンポ遅) | Disc5-#5     |
| 残酷な天使のテーゼ | 『NEON GENESIS EVANGELION: S² WORKS』                       | 1998年12月4日  | KICA-425          | (Instrumental)     | OP-2 Aタイプ                                               | Disc5-#6     |
| 残酷な天使のテーゼ | 『NEON GENESIS EVANGELION: S² WORKS』                       | 1998年12月4日  | KICA-425          | (Instrumental)     | OP-2 Bタイプ                                               | Disc5-#7     |
| 残酷な天使のテーゼ | 『NEON GENESIS EVANGELION: S² WORKS』                       | 1998年12月4日  | KICA-425          | (Instrumental)     | OP-2 Cタイプ                                               | Disc5-#8     |
| 残酷な天使のテーゼ | 『NEON GENESIS EVANGELION: S² WORKS』                       | 1998年12月4日  | KICA-425          | (Instrumental)     | Good, or Don't Be. (OP-2 Dタイプ)                          | Disc5-#9     |
| 残酷な天使のテーゼ | 『EVANGELION -THE DAY OF SECOND IMPACT-』                   | 2000年9月13日  | KICA-525          | 高橋洋子           | Director's Edit. Version                                   | #2           |
| 残酷な天使のテーゼ | 『EVANGELION -THE BIRTHDAY OF Rei AYANAMI-』                | 2001年3月30日  | KICA-537          | Rei                | A.D.2001                                                   | #1           |
| 残酷な天使のテーゼ | 『Refrain of Evangelion』                                   | 2003年7月24日  | KICA-608          | 高橋洋子           | TV. Size Version                                           | #16          |
| 残酷な天使のテーゼ | 『NEON GENESIS EVANGELION DECADE』                          | 2005年10月26日 | KICA-718          | 高橋洋子           | Director's Edit. Version                                   | #1           |
| 残酷な天使のテーゼ | 『NEON GENESIS EVANGELION DECADE』                          | 2005年10月26日 | KICA-718          | 高橋洋子           | 10TH ANNIVERSARY VERSION                                   | #12          |
| 残酷な天使のテーゼ | 『A.T. EVA01 Reference CD』                                 | 2007年12月21日 | SSX-10121         | 高橋洋子           | リマスタリングバージョン                                   | #1           |
| 残酷な天使のテーゼ | 『シン・ゴジラ対エヴァンゲリオン交響楽』                    | 2017年12月27日 | KICA-2523         | 高橋洋子           | ライブバージョン                                           | Disc2-#10    |
| 残酷な天使のテーゼ | 『EVANGELION EXTREME』                                      | 2019年5月22日  | KICA-2561         | 高橋洋子           | 2009VERSION                                                | #4           |
| 残酷な天使のテーゼ | 『NEON GENESIS EVANGELION SOUNDTRACK 25th ANNIVERSARY BOX』 | 2020年10月7日  | KICA-2576         | 高橋洋子           | Director's Edit. Version                                   | Disc1-#1     |
| 残酷な天使のテーゼ | 『NEON GENESIS EVANGELION SOUNDTRACK 25th ANNIVERSARY BOX』 | 2020年10月7日  | KICA-2576         | MISATO、Rei、ASUKA | Director's Edit. Version II                                | Disc1-#24    |
| 残酷な天使のテーゼ | 『NEON GENESIS EVANGELION SOUNDTRACK 25th ANNIVERSARY BOX』 | 2020年10月7日  | KICA-2577         | 高橋洋子           | TV. Size Version                                           | Disc2-#2     |
| 残酷な天使のテーゼ | 『NEON GENESIS EVANGELION SOUNDTRACK 25th ANNIVERSARY BOX』 | 2020年10月7日  | KICA-2578         | (Instrumental)     | THE HEADY FEELING OF FREEDOM (OP-1 ストリングス・テンポ遅) | Disc3-#21    |
| 残酷な天使のテーゼ | 『NEON GENESIS EVANGELION SOUNDTRACK 25th ANNIVERSARY BOX』 | 2020年10月7日  | KICA-2578         | (Instrumental)     | Good, or Don't Be. (OP-2 Dタイプ)                          | Disc3-#22    |
| 残酷な天使のテーゼ | 『EVANGELION FINALLY』                                      | 2020年10月7日  | KICA-2583         | 高橋洋子           | （原曲）                                                   | #1           |
| 月の迷宮           | 『〜refrain〜 The songs were inspired by "EVANGELION"』     | 1997年11月6日  | KICA-378          | 高橋洋子           | LOVE ANTIQUE                                               | #8           |
| 月の迷宮           | 『NEON GENESIS EVANGELION DECADE』                          | 2005年10月26日 | KICA-718          | 高橋洋子           | （原曲）                                                   | #3           |

### 高橋洋子のアルバム
| 曲名               | 収録アルバム                                         | 発売日         | 規格品番  | バージョン       | トラック番号 |
| ------------------ | ---------------------------------------------------- | -------------- | --------- | ---------------- | ------------ |
| 残酷な天使のテーゼ | 『BEST PIECES』                                      | 1996年1月25日  | KTCR-1359 | Version '96      | #12          |
| 残酷な天使のテーゼ | 『Li-La』                                            | 1997年11月6日  | KTCR-1454 | HARMONIA Version | #1           |
| 残酷な天使のテーゼ | 『BEST PIECES II』                                   | 1999年2月24日  | KTCR-1626 | REMIX FOR PEACE  | #14          |
| 残酷な天使のテーゼ | 『スーパー・バリュー 高橋洋子』                      | 2001年12月19日 | UMCK-8005 | Version '96      | #1           |
| 残酷な天使のテーゼ | 『GOLDEN☆BEST 高橋洋子』                             | 2004年2月25日  | UICZ-6055 | REMIX FOR PEACE  | #2           |
| 残酷な天使のテーゼ | 『高橋洋子 ベスト10』                                | 2007年1月17日  | UPCY-9080 | REMIX FOR PEACE  | #10          |
| 残酷な天使のテーゼ | 『エッセンシャル・ベスト 高橋洋子』                  | 2007年12月19日 | UPCY-9143 | REMIX FOR PEACE  | #15          |
| 残酷な天使のテーゼ | 『高橋洋子 ベストセレクション』                      | 2008年11月7日  | TRUE-1004 | REMIX FOR PEACE  | #2           |
| 残酷な天使のテーゼ | 『20th century Boys & Girls 〜20世紀少年少女〜』     | 2010年6月23日  | KICS-1549 | 2009VERSION      | #2           |
| 残酷な天使のテーゼ | 『Li-La+3』                                          | 2013年10月2日  | UPCY-6765 | HARMONIA Version | #1           |
| 残酷な天使のテーゼ | 『Li-La+3』                                          | 2013年10月2日  | UPCY-6765 | Version '96      | #11          |
| 残酷な天使のテーゼ | 『Li-La+3』                                          | 2013年10月2日  | UPCY-6765 | REMIX FOR PEACE  | #12          |
| 残酷な天使のテーゼ | 『20th century Boys & Girls II 〜20世紀少年少女2〜』 | 2015年4月22日  | KICS-3187 | 2015VERSION      | #1           |
| 残酷な天使のテーゼ | 『YOKO SINGS FOREVER』                               | 2017年3月22日  | UPCY-7259 | 2017VERSION      | #15          |

### 林原めぐみのアルバム
| 曲名               | 収録アルバム     | 発売日        | 規格品番  | バージョン                | トラック番号 |
| ------------------ | ---------------- | ------------- | --------- | ------------------------- | ------------ |
| 残酷な天使のテーゼ | 『bertemu』      | 1996年11月1日 | KICS-590  | AYANAMI Version           | #4           |
| 残酷な天使のテーゼ | 『center color』 | 2004年1月7日  | KICS-1070 | A.D.2001（ボーカル：Rei） | #14          |

### 緒方恵美のアルバム
| 曲名               | 収録アルバム                                                | 発売日        | 規格品番  | トラック番号 |
| ------------------ | ----------------------------------------------------------- | ------------- | --------- | ------------ |
| 残酷な天使のテーゼ | 『 LIVE［ em:ou ] Concert Tour 1998 in Tokio to Hong Kong』 | 1999年3月17日 | POCX-1115 | #10          |
| 残酷な天使のテーゼ | 『アニメグ。』                                              | 2007年10月3日 | LHCA-5080 | #5           |

### その他のアルバム

#### 高橋洋子歌唱の音源
| 曲名               | 収録アルバム                                                        | 発売日         | 規格品番   | バージョン                  | トラック番号 |
| ------------------ | ------------------------------------------------------------------- | -------------- | ---------- | --------------------------- | ------------ |
| 残酷な天使のテーゼ | 『スターチャイルドSELECTION音楽編 [TV作品集]』                      | 2000年1月28日  | KICA-497   | Director's Edit. Version    | Disc1-#5     |
| 残酷な天使のテーゼ | 『スーパーロボット魂2003 春の陣』                                   | 2003年6月25日  | KICA-1297  | ライブ音源                  | Disc1-#2     |
| 残酷な天使のテーゼ | 『スーパーロボット魂 ザ・ベスト Vol.3 〜リアルロボ編〜』            | 2003年12月10日 | BSCH-30005 | ライブ音源                  | Disc2-#2     |
| 残酷な天使のテーゼ | 『スーパーロボット魂 BEST&LIVE [ガールズ編]』                       | 2005年2月2日   | BSCH-30033 | ライブ音源                  | #2           |
| 残酷な天使のテーゼ | 『pop'n music 12 いろは AC CS pop'n music 10』                      | 2005年4月13日  | KOLA-094   | ゲーム音源                  | Disc2-#6     |
| 残酷な天使のテーゼ | 『スーパーロボット魂 主題歌ベストコレクション2』                    | 2005年9月7日   | BSCH-30038 | ライブ音源                  | #2           |
| 残酷な天使のテーゼ | 『スーパーロボット魂 BEST&LIVE [ガールズ編 2]』                     | 2006年2月1日   | BSCH-30042 | ライブ音源                  | #2           |
| 残酷な天使のテーゼ | 『スーパーロボットライブ リクエスト・ベスト』                       | 2006年2月22日  | KICA-1388  | ライブ音源                  | #2           |
| 残酷な天使のテーゼ | 『スーパーロボット魂 リアルロボ・ソングコレクション』               | 2007年2月14日  | BSCH-30054 | ライブ音源                  | #3           |
| 残酷な天使のテーゼ | 『THE BEST!! スーパーロボット魂 ガールズ・ベストコレクション』      | 2007年11月28日 | BSCH-30077 | ライブ音源                  | Disc1-#4     |
| 残酷な天使のテーゼ | 『キッズソング★ヒットパラダイス! まんまるスマイル・崖の上のポニョ』 | 2008年9月26日  | KICG-244   | （原曲）                    | Disc2-#20    |
| 残酷な天使のテーゼ | 『スーパーロボット魂 ノンストップ・ミックス VOL.4 [ガールズ編]』    | 2008年11月12日 | BSCH-30093 | ライブ音源                  | #2           |
| 残酷な天使のテーゼ | 『ブラバン!甲子園 3』                                               | 2009年6月24日  | UICZ-4199  | ブラバン!甲子園ヴァージョン | #39          |
| 残酷な天使のテーゼ | 『ネコイズム〜及川眠子作品集』                                      | 2018年2月21日  | PCCA-04629 | HARMONIA Version            | Disc1-#1     |

#### 林原めぐみ歌唱の音源
| 曲名               | 収録アルバム                                          | 発売日        | 規格品番 | バージョン                | トラック番号 |
| ------------------ | ----------------------------------------------------- | ------------- | -------- | ------------------------- | ------------ |
| 残酷な天使のテーゼ | 『スターチャイルド ガールズキャラクターソングベスト』 | 2002年5月22日 | KICA-571 | A.D.2001（ボーカル：Rei） | #5           |

## カバー
| アーティスト                           | 収録アルバム | 発売日                      | 規格品番             |
| -------------------------------------- | --- | --------------------------- | -------------------- |
| 尾澤拓実                               | 『アニメdeぽん』 | 1996年8月1日                | TTRC-0018            |
| アニパンク                             | 『逆襲のアニパンク』                                                                                                | 1997年10月22日              | BVCR-1548            |
| MIQ                                    | 『ROBONATION SUPER LIVE '97 Summer』                                                                                | 1997年11月19日              | FSCA-10020           |
| クリヤ・マコト                         | 『アンチテーゼ #2』                                                                                                 | 1999年5月28日               | KICJ-374             |
| 石田燿子                               | 『パラパラMAX 〜THE POWER OF NEW ANIMATION SONGS〜』                                                                | 2000年9月22日               | PICA-1215            |
| NUTS                                   | 『EURO ANIME -J NON STOP MEGA MIX-』                                                                                | 2000年12月21日              | CHCB-90004           |
| 井上喜久子                             | 『Anime Toonz Vol.1 Presents: Kikuko Inoue』                                                                        | 2001年4月10日               | JBR-5045-2           |
| 河井英里                               | 『アニメヒーリングシリーズ::アニマージュ animage 〜NEW ANIMATION SONGS〜』                                          | 2001年11月22日              | PICA-1243            |
| 奥井雅美                               | 『マサミコブシ』 | 2003年5月1日                | KICS-1017            |
| アニメタル                             | 『アニメタルマラソン V』                                                                                            | 2003年6月25日               | VPCC-84430           |
| MUH〜                                  | 『まぁまぁまぁ、』                                                                                                  | 2003年8月20日               | SVWC-1325            |
| 下川みくに                             | 『Review 〜下川みくに 青春アニソンカバーアルバム〜』                                                                | 2003年12月17日              | PCCA-01967           |
| HEAVY HITTER Final                     | 『サヨナラどパンク甲子園』                                                                                          | 2004年2月18日               | SRCL-5663            |
| ジェシー                               | 『ジェシーのワンダーランド』                                                                                        | 2005年8月24日               | VICL-61722           |
| 杉ちゃん&鉄平                          | 『アニクラ』 | 2006年1月26日               | RAD-126006           |
| 上田ミレイ                             | 『GALトラ 〜アニメPARTY〜』                                                                                         | 2007年2月21日               | CYCF-00005           |
| 中川翔子                               | 『しょこたん☆かばー 〜アニソンに恋をして。〜』                                                                      | 2007年5月2日                | SRCL-6540            |
| 滝沢乃南                               | 『のなみん天使 〜愛と正義のために〜』                                                                               | 2007年7月4日                | CYCF-00014B          |
| 伊瀬茉莉也                             | 『百歌声爛 女性声優編』                                                                                             | 2007年10月3日               | SVWC-7492            |
| 加藤英美里                             | 『百歌声爛 女性声優編』                                                                                             | 2007年10月3日               | SVWC-7492            |
| 東京ブラススタイル                     | 『ブラスタG』 | 2007年12月5日               | UCCJ-2064            |
| 宮野真守                               | 『百歌声爛 男性声優編II』                                                                                           | 2008年1月23日               | SVWC-7536            |
| 岩男潤子                               | 『ANIME ON BOSSA』                                                                                                  | 2008年1月30日               | UPCH-1579            |
| I'iwi                                  | 『ANIME HOUSE 01』                                                                                                  | 2008年2月16日               | ATCD-10002           |
| 松永貴志                               | 『地球は愛で浮かんでる』                                                                                            | 2008年4月30日               | TOCJ-68078           |
| 米倉千尋                               | 『Ever After』 | 2008年6月25日               | KICS-1366            |
| MAKI                                   | 『EXIT TRANCE PRESENTS R25 SPEED アニメトランス BEST 2』                                                            | 2008年9月3日                | QWCE-00057           |
| 桂ヒナギク（伊藤静）                   | 『「ハヤテのごとく!」キャラクターカバーCD 〜選曲:畑健二郎〜』                                                       | 2009年3月6日                | GNCA-1180            |
| 鈴木千尋                               | 『百歌声爛 男性声優編III』                                                                                          | 2009年3月18日               | SVWC-7609            |
| 小山剛志                               | 『百歌声爛 男性声優編III』                                                                                          | 2009年3月18日               | SVWC-7609            |
| romi                                   | 『あのうた2』 | 2009年5月20日               | BALL-1002            |
| 安済知佳&目澤希世乃                    | 『スタ☆リミ』 | 2009年12月23日              | KICA-3108            |
| arlie Ray                              | 『覚醒、そして降臨』                                                                                                | 2010年4月7日                | CLD-1006             |
| 牧野由依                               | 『新・百歌声爛 女性声優編』                                                                                         | 2010年5月5日                | ESCL-3395            |
| m.o.v.e                                | 『anim.o.v.e 02』                                                                                                   | 2010年8月25日               | AVCT-10175           |
| MAX                                    | 『BE MAX』 | 2010年9月8日                | AVCD-16208           |
| 相沢梨紗                               | 『JOYSOUND presents アニソントランス ラボラトリー 〜ファースト レポート〜』                                         | 2011年3月2日                | UICZ-9044            |
| アニメタルUSA                          | 『アニメタルUSA』                                                                                                   | 2011年10月12日              | SICP-3268            |
| RAM RIDER×アフィリア・サーガ・イースト | 『I LOVE TOKYO 〜FOR ANIME MUSIC LOVERS〜』                                                                         | 2011年10月5日               | CRCP-40303           |
| GLAY                                   | 「My Private "Jealousy"」                                                                                           | 2011年11月16日              | FLCL-0009            |
| 井口祐一                               | 『新・百歌声爛II 男性声優編』                                                                                       | 2012年2月8日                | ESCL-3812            |
| SHAKE                                  | 「残酷な天使のテーゼ 〜ANISON COVER COLLECTION〜」                                                                  | 2012年6月27日               | WE-007               |
| 田村直美                               | 『リスペクト フォー アニソン』                                                                                      | 2012年7月11日               | ZMCZ-8041            |
| 影山一郎                               | 『もしアニソンがすべて昭和のロボットアニメ風だったら』                                                              | 2012年9月26日               | VICL-63927           |
| さくらまや                             | 『まや☆カラ カラオケクイーンさくらまやと歌おう!!』                                                                  | 2012年12月5日               | CRCN-20383           |
| 吉岡亜衣加                             | 『パレット 〜吉岡亜衣加アニソンカバー〜』                                                                           | 2013年1月30日               | KDSD-610             |
| かせきさいだぁ                         | 『かせきさいだぁのアニソング!! バケイション!』                                                                      | 2013年8月7日                | DDCB-12057           |
| ダイアナ・ガーネット                   | 『COVER☆GIRL』 | 2013年11月27日              | SRCL-8422            |
| 美吉田月                               | 『Ska Flavor loves アニソン!』                                                                                      | 2013年12月11日              | NALR-024             |
| 彩音                                   | 『Base Ten』 | 2014年10月8日               | FVCG-1316            |
| 八代亜紀                               | 『エンカのチカラ プレミアム《赤盤》』                                                                               | 2014年11月19日              | COCP-38861           |
| 二代目アニメタル                       | 『ANIMETAL THE SECOND』                                                                                             | 2015年3月25日               | SRCL-8765            |
| マーク・パンサー                       | 「残酷な天使のテーゼ（English EDM ver.）」                                                                          | 2015年8月12日               | VE3WA-17489          |
| 森恵                                   | 『COVERS Grace of The Guitar+』                                                                                     | 2016年3月16日               | CTCR-14882           |
| 海上自衛隊東京音楽隊、三宅由佳莉       | 『響け!ブラバン・ヒーローズ』                                                                                       | 2016年3月30日               | UCCY-1063            |
| イヤホンズ                             | 『6/18 イヤホンズ一周年記念LIVE東京声優朝焼物語セットリスト』（mora配信限定アルバム） 『Some Dreams【初回限定盤】』 | 2016年6月18日 2018年3月14日 | NOPA-1212 KICS-93684 |
| 中森明菜                               | 『Belie』 | 2016年11月30日              | UPCH-2104            |
| 三山ひろし                             | 『ミヤマDEアニメ 〜三山ひろしが歌う、国民的アニメソング〜』                                                         | 2017年8月2日                | CRCN-20435           |
| kobasolo feat. 若菜                    | 「歌うたいのバラッド」                                                                                              | 2019年5月28日               | -                    |
| SeanNorth                              | 『Celtic Covers 3 -アニソンCollection-』                                                                            | 2019年11月2日               | LPRC-0004            |
| Toshl                                  | 『IM A SINGER VOL.2』                                                                                               | 2019年12月4日               | TYCT-60155           |
| Roselia［湊友希那（相羽あいな）］      | 『バンドリ! ガールズバンドパーティ! カバーコレクション Vol.3』                                                      | 2019年12月18日              | BRMM-10209           |
| 早瀬走                                 | 『Prismatic Colors』                                                                                                | 2020年10月28日              | NJSJ-008             |
| TRIX                                   | 『CoverX』 | 2021年12月22日              | KICJ-857             |
| Raon Lee                               | 『RA:ONLY vol.1』                                                                                                   | 2023年4月19日               | -                    |

### その他カバー
- FLOW - フランスで開催された『Japan Expo 2012』で披露（2012年）
- 竹内涼真 - 白戸家のCM内でカバー（2017年）
- Photon Maiden［出雲咲姫（紡木吏佐）、新島衣舞紀（前島亜美）、花巻乙和（岩田陽葵）、福島ノア（佐藤日向）］- Animelo Summer Liveとのコラボレーションの一環 / 2021年9月8日にゲーム『D4DJ Groovy Mix』追加収録[87]
- AKINO from bless4 - ワンマンライブ『アニソンナイト』で披露（2023年）